# 国旅联合厦门男子围棋甲级队
国旅联合厦门男子围棋甲级队，简称国旅联合厦门队，是福建省厦门市的职业男子围棋队。成立于2017年4月16日，参加中国围棋甲级联赛。

## 成员
- 领队：施亮、贾倩
- 教练：聂卫平、赵哲伦
- 队员：柯洁[2]、姜东润（大韩民国）、牛雨田、范胤、蒋其润、陈豪鑫

## 历史
- 2017年4月16日，2016年中国围棋甲级联赛亚军云南保山永子队改换冠名商更名为“国旅联合厦门男子围棋甲级队”,赞助商为国旅联合股份有限公司。[3]
- 2017年4月25日，2017年中国围棋甲级联赛第一轮在浙江长兴开赛，国旅联合厦门队战胜河南队。[4]
- 2017年7月17日，2017围甲联赛第十轮福建石狮永宁镇开战，国旅联合厦门队以总比分3：1的成绩战胜中信北京队。[5]